# Pirates : Kat la Rouge
 (juin 2015).
Si vous disposez d'ouvrages ou d'articles de référence ou si vous connaissez des sites web de qualité traitant du thème abordé ici, merci de compléter l'article en donnant les références utiles à sa vérifiabilité et en les liant à la section « Notes et références ».
Pirates : Kat la Rouge (Pirates: The Legend of Black Kat en Amérique du Nord) est un jeu vidéo d'action-aventure développé par Westwood Studios et édité par Electronic Arts sur PlayStation 2 et Xbox en 2002.
Le jeu  emprunte le gameplay de titres célèbres, tels que Sid Meier's Pirates! pour les batailles navales, et Tomb Raider pour les phases d'action plus classiques.

## Histoire
Kat la Rouge est la fille d'un gouverneur. Ce dernier est assassiné par un pirate redoutable qui étend son influence dans toutes les régions du globe. Kat, voyant le fort de son père en flamme, vient à son secours, mais arrive bien trop tard. Elle ne découvre que la dépouille de son père, avec à ses côtés une lettre qu'il a rédigée juste avant de passer de vie à trépas. Son père lui annonce qu'elle doit accomplir son destin, et que le secret entourant sa mère se trouve dissimulé dans le sol de la pièce. Ainsi, après une courte recherche, Kat trouve un coffre renfermant un drapeau pirate. Elle le hissera sur le propre bateau de Kat, avant de partir à la recherche de l'homme qui a tué son père.

## Système de jeu
Ainsi, Kat alterne les phases de navigation et d'exploration. D'abord cantonnée à une seule carte composée de quelques rares îles, elle rencontre très rapidement des ennemis, découvre des trésors, des quêtes à accomplir, mais aussi des magasins où se ravitailler, et surtout des forts à conquérir. En effet, son ennemi s'est emparé de la plupart d'entre eux, devenant le maître incontesté des lieux. Une fois les forts conquis, il est possible d'apporter des améliorations au bateau : upgrades les rendant plus grands et plus résistants, canons supplémentaires, etc. Kat peut, quant à elle, se munir de couteaux de lancer, de mini-tonneaux de poudre faisant office de grenades. 
Si les premières cartes trouvées l'emmènent sur des îles paradisiaques et simples à explorer, les suivantes ne sont pas de tout repos : îles hantées par les esprits et les squelettes, forêts denses peuplées d'adeptes de magie vaudou, monde de glace, îles volcaniques, tous les ingrédients sont présents.
Afin d'augmenter la durée de vie du jeu, les auteurs proposent de débloquer des bonus (des artworks) en récupérant des coquillages disséminés un peu partout dans le jeu. Par ailleurs, un mode de jeu deux joueurs a été inclus, mettant en scène les combats navals.